# Yurutí
Yurutí.es una etnia originaria del Vaupés, que habita dentro del gran resguardo indígena, en las zonas de San Luis y Matapí, desde el raudal del Yuruparí, hasta las bocas del caño Yi, al nororiente, y por el río Paca hasta el raudal Tapira al sur, hasta el caño Fariña. Su lengua pertenece a la familia tucano.